# 윤미경 (만화가)
윤미경(1980년 10월 14일 ~ )은 대한민국의 만화가이다. 2003년 하반기 서울문화사 신인공모전에서 단편〈나의 지구 방문기〉로 은상을 수상하였다. 《윙크》에서 주로 활동하고 있으며 2014년 대표작《하백의 신부》의 연재를 마치고, 2017년 현재 카카오페이지에서《내 싸랑 웅자》를 단독연재 중이다. 목원대학교 만화애니메이션과를 졸업하였다.

## 작품 목록
| 작품명               | 연재                                        | 단행본                          | 특징                                                   |
| -------------------- | ------------------------------------------- | ------------------------------- | ------------------------------------------------------ |
| 〈나의 지구 방문기〉 |                                             | 없음                            | 데뷔작, 2003년 하반기 서울문화사 신인공모전 은상, 단편 |
| 〈하프〉(Half)       |                                             | 없음                            | 단편                                                   |
| 〈잭의 집〉          |                                             | 없음                            | 단편                                                   |
| 《레일로드》         | 《윙크》2004년 8월 1일자 ~ 2005년 7월 1일자 | 2004년 서울문화사 전3권         | 철도                                                   |
| 《하백의 신부》      | 《윙크》                                    | 2006년 서울문화사 1 ~ 24권+외전 | 물의 신 신화                                           |

## 수상 경력
- 2004 독자만화대상 신인상
- 2007 하반기 일간스포츠 주최 오늘의 우리만화